# Алгебра Йордана
Алгебра Йордана — алгебра над кільцем, в якій справедливі тотожності:
{\displaystyle \ xy=yx} — комутативність,
{\displaystyle \ (x^{2}y)x=x^{2}(yx)} — тотожність Йордана.
Такі алгебри вперше з'явилися в роботі Паскуаля Йордана, присвяченій аксіоматизації основ квантової механіки, а потім знайшли застосування в алгебрі, аналізі і геометрії.

## Спеціальні алгебри Йордана
Нехай {\displaystyle A} — асоціативна алгебра над полем характеристики {\displaystyle \not =2}. Якщо множення є комутативним, то алгебра буде алгеброю Йордана. Якщо ні, тоді множина {\displaystyle A} з операціями додавання і йорданового множення
{\displaystyle a\circ b=(ab+ba)/2}
утворює алгебру {\displaystyle A^{+}}, яка є алгеброю Йордана. 
Алгебри, що є ізоморфними таким алгебрам і їх підалгебрам називаються спеціальними алгебрами Йордана.
Згідно з теоремою Ширшова—Кона довільна алгебра Йордана з двома породжуючими елементами є спеціальною.
Проте клас спеціальних алгебр Йордана не є многовидом, тобто не задається тотожністю, оскільки спеціальні алгебри можуть мати неспеціальні гомоморфні образи. 
Проте, знайдено ряд тотожностей 8-го і 9-го степенів яким задовольняє довільна спеціальна алгебра Йордана і не задовольняють деякі неспеціальні алгебри, а також доведено, що такої тотожності степеня {\displaystyle \leqslant 7} не існує.
Необхідна і достатня умова спеціальності алгебри: алгебра Йордана є спеціальною тоді і тільки тоді коли вона ізоморфно вкладається в алгебру Йордана, кожна зліченна підмножина якої лежить в підалгебрі, породженій двома елементами. 

## Приклади
1. Множина самоспряжених матриць з дійсними, комплексними, чи кватерніонними елементами і множенням
{\displaystyle \ (xy+yx)/2}
утворює спеціальну алгебру Йордана.
2. Множина самоспряжених матриць розмірності 3×3 елементами яких є октоніони і множення визначається як
{\displaystyle \ (xy+yx)/2},
є неспеціальною алгеброю Йордана розмірності 27.